# Imágenes de Actualidad
Imágenes de Actualidad fue una revista española de temática cinematográfica. Creada por la empresa Dirigido Por…, era una de las publicaciones de cine más populares y con mayor contenido informativo del panorama español.

## Historia
Imágenes de Actualidad (también conocida como Imágenes) era la segunda revista de la empresa Dirigido Por…. Fue creada en 1985 como un periódico quincenal y pasó a formato de revista a finales de esa misma década. La redacción de Imágenes estaba situada en Barcelona, aunque tenían pequeñas filiales en Madrid y Los Ángeles para cubrir estrenos y eventos similares. Su precio era de 3,40€ en la península y 3,55€ en las Islas Canarias. Era una publicación mensual, y con un total de once números al año, que repasaba las novedades del panorama cinematográfico desde un enfoque popular, comercial y analítico, dando especial atención a los éxitos internacionales. Imágenes contaba con un gran número de reportajes acompañados con una enorme cantidad de fotografías. Además de los estrenos y los reportajes (partes más características de la revista), también incluía una serie de entrevistas protagonizadas por los actores, las actrices y los directores más populares del momento. Imágenes llegó a tener una página web en la que se colgaban: el sumario, el gran reportaje, la crítica del mes y alguna otra pieza aleatoria de cada número.
Imágenes de Actualidad lanzó su último número, el 416, a finales de enero de 2021. Algunas de sus secciones, como 'Hollywood Boulevard' o 'Zona Sin Límites' han saltado a Dirigido Por.

## Circulación
Imágenes no tenía al alcance del público sus datos de circulación, pero se sabe que recibía una ayuda del Ministerio de Cultura para su difusión gratuita en bibliotecas, centros culturales y universidades.

## Secciones
Esta revista contaba, además de los reportajes y entrevistas, con una serie de secciones fijas que se repetían en todos los números:

Noticias: donde se hablaba, principalmente, de los rodajes de las nuevas películas.

Ranking: actualidad de la taquilla americana y española.

Hollywood Boulevard y Hollywood Babilonia: donde se trataba la información sobre el cine y sus estrellas.

Él Dice, Ella Dice: sección con declaraciones de gente importante del mundo del cine.

¿Sabías qué…?: curiosidades sobre el cine, su historia y sus protagonistas.

Se Rueda y Gran Vía: noticias del cine nacional.

Cult Movie: reportajes sobre cine de culto e independiente.

Zona sin Límites y Diccionario Fantástico: sección sobre cine de ciencia ficción y fantástico.

Primeras Fotos: avances fotográficos de las películas más esperadas.

Críticas: de películas, libros, bandas sonoras y estrenos en DVD.

## Dirigido Por
Imágenes de Actualidad fue la segunda revista creada por la empresa Dirigido Por…. La primera fue creada en 1972 bajo el mismo nombre que la empresa. En 1981, salieron a la luz una colección de libros titulada “Serie Mayor”, dedicados al mundo del cine y a sus estrellas. Además, en 1994, salió otra colección llamada “Programa doble”, compuesto de críticas con alto contenido analítico e informativo de los films más famosos de la historia del cine.

## Equipo
Administrador: Joan Padrol

Redacción: Tomás Fernández Valentí y Tonio L. Alarcón (coordinador)

Colaboradores: M. F. Ruiz de Villalobos, Quim Casas, Marc Servitje, Ramon Freixas,  Antonio José Navarro, A. Comas, Ángel Sala, Boquerini, Hilario J. Rodríguez, Marc Fábregas, Roberto Morato, José Viruete

Diseño gráfico: Enrique Aragonés

Compaginación: Imma Pons y Susana Paredes

Corresponsales en Hollywood: Josep Parera, Alex Faundez y Gabriel Lerman

Edición: Dirigido Por, S.L.